# Regeringen Jens Otto Krag I
Regeringen Jens Otto Krag I var Danmarks regering 3 september 1962 - 26 september 1964. Det var en koalitionsregering som bestod av ministrar från Socialdemokraterne och Radikale Venstre.
| Ämbete                          | Minister | Minister                | Parti              | Period                               |
| ------------------------------- | -------- | ----------------------- | ------------------ | ------------------------------------ |
| Statsminister                   |          | Jens Otto Krag          | Socialdemokraterne | 3 september 1962 - 26 september 1964 |
| Utrikesminister                 |          | Per Hækkerup            | Socialdemokraterne | 3 september 1962 - 26 september 1964 |
| Finansminister                  |          | Hans R. Knudsen         | Socialdemokraterne | 3 september 1962 - 4 november 1962   |
| Finansminister                  |          | Poul Hansen             | Socialdemokraterne | 15 november 1962 - 26 september 1964 |
| Ekonomiminister                 |          | Kjeld Philip            | Radikale Venstre   | 3 september 1962 - 26 september 1964 |
| Försvarsminister                |          | Poul Hansen             | Socialdemokraterne | 3 september 1962 - 15 november 1962  |
| Försvarsminister                |          | Victor Gram             | Socialdemokraterne | 15 november 1962 - 26 september 1964 |
| Undervisningsminister           |          | Kristen Helveg Petersen | Radikale Venstre   | 3 september 1962 - 26 september 1964 |
| Justitieminister                |          | Hans Hækkerup           | Socialdemokraterne | 3 september 1962 - 26 september 1964 |
| Inrikesminister                 |          | Lars P. Jensen          | Socialdemokraterne | 3 september 1962 - 26 september 1964 |
| Jordbruksminister               |          | Karl Skytte             | Radikale Venstre   | 3 september 1962 - 26 september 1964 |
| Kyrkominister                   |          | Bodil Koch              | Socialdemokraterne | 3 september 1962 - 26 september 1964 |
| Bostadsminister                 |          | Carl P. Jensen          | Socialdemokraterne | 3 september 1962 - 26 september 1964 |
| Fiskeriminister                 |          | A.C. Normann            | Radikale Venstre   | 3 september 1962 - 26 september 1964 |
| Arbetsminister                  |          | Kaj Bundvad             | Socialdemokraterne | 3 september 1962 - 27 augusti 1963   |
| Arbetsminister                  |          | Erling Dinesen          | Socialdemokraterne | 27 augusti 1963 - 26 september 1964  |
| Handelsminister                 |          | Hilmar Baunsgaard       | Radikale Venstre   | 3 september 1962 - 26 september 1964 |
| Minister för Grönland           |          | Mikael Gam              | Vald för Grönland  | 3 september 1962 - 26 september 1964 |
| Minister för offentliga arbeten |          | Kai Lindberg            | Socialdemokraterne | 3 september 1962 - 26 september 1964 |
| Socialminister                  |          | Kaj Bundvad             | Socialdemokraterne | 3 september 1962 - 26 september 1964 |
| Kulturminister                  |          | Julius Bomholt          | Socialdemokraterne | 3 september 1962 - 26 september 1964 |